# Guerra civil de Myanmar
La guerra civil de Myanmar va esclatar després de les llargues insurreccions de Myanmar, que es va intensificar significativament com a resposta al cop d'estat de 2021 i la posterior repressió violenta contra les protestes contra el cop d'estat.

## Antecedents
L'1 de febrer de 2021 un cop d'estat del Tatmadaw va fer caure el govern d'Aung San Suu Kyi. La nova junta militar fa arrestar el president de Birmània, Win Myint i Aung San Suu Kyi. Tot seguit el general Min Aung Hlaing és nomenat en cap del Consell Administratiu de l'Estat (CAE) i s'inicien manifestacions massives i actes de violència de les minories per a fer caure la junta militar.
El 16 d'abril Min Ko Naing va anunciar la formació del Govern d'Unitat Nacional, que inclou els romanents de l'administració enderrocada amb membres de les minories ètniques en càrrecs importants declarant que Aung San Suu Kyi i Win Myint mantindrien els càrrecs i demanant a la comunitat internacional que reconegués el seu govern sobre el CAE. Duwa Lashi La va ser nomenat vicepresident i president en funcions després d'una reunió entre el Comitè de Representació de Pyidaungsu Hluttaw (CRPH) i l'Equip de Coordinació Interina Política de Kachin (KPICT). Durant tot l'abril, els enfrontaments informals amb els manifestants es van intensificar.

## La guerra civil

### Primers combats
La guerra civil de Myanmar va esclatar després de les llargues insurreccions de Myanmar, que es va intensificar significativament com a resposta al cop d'estat de 2021 i la posterior repressió violenta contra les protestes contra el cop d'estat. El Govern d'Unitat Nacional a l'exili i les principals organitzacions ètniques armades van repudiar la constitució de 2008 i van demanar, en canvi, un estat federal democràtic. A més de comprometre aquesta aliança rebel, la junta també lluita amb altres forces anti-junta en àrees sota el seu control.
El Govern d'Unitat Nacional va declarar la formació d'un braç armat, la Força de Defensa del Poble (PDF), el 5 de maig de 2021, una data que sovint es cita com l'inici de la guerra civil. El PDF es va formar per protegir els seus partidaris dels atacs del Consell Administratiu de l'Estat (CAE) i com a primer pas cap a un Exèrcit de la Unió Federal. El PDF es va enfrontar amb el Tatmadaw a la ciutat de Muse el 23 de maig, i va matar almenys 13 membres de les forces de seguretat de Myanmar.
El 26 d'abril, la batalla de Mindat es va convertir en un dels primers conflictes a gran escala des del cop d'estat del 2021. La Força de Defensa de Xinland (CDF) va començar la resistència armada a Mindat, l'estat de Xin i el CAE va declarar la llei marcial. La batalla va durar quatre dies, va matar 30 soldats del CAE i va deixar Mindat abandonada, ja que més de 10.000 persones van fugir de la zona.
El 21 de maig de 2021 va començar la batalla de Demoso a Kayah entre el Tatmadaw i els grups independentistes Karen aliats amb la PDF, que va acabar el 15 de juny amb un alto el foc entre les dues parts. A principis de juny, els combats van esclatar al districte de Myawaddy, on l'exèrcit i les Forces de la Guàrdia Fronterera Karen van lluitar contra una força Karen i PDF que va causar la mort de desenes de tropes del CAE. Els rebels també van capturar i destrucció de diversos llocs avançats del Tatmadaw prop de Loikaw. A finals de maig, el Tatmadaw va utilitzar artilleria i helicòpters per atacar posicions PDF a Loikaw i Demoso. El 30 de maig, l'Exèrcit de la Independència Katxin (KIA) es va unir al PDF en una batalla contra les tropes del CAE a Katha, matant vuit soldats del CAE. Els combats també van sorgir a altres municipis de l'estat de Kachin, com Putao, Hpakant i Momauk.

### Declaració de guerra
El 7 de setembre de 2021, el Govern d'Unitat Nacional (GUN) va declarar l'estat d'emergència a tot el país i va llançar el que van anomenar la "guerra defensiva del poble" contra el Consell Administratiu de l'Estat (CAE). La declaració de guerra va augmentar el nombre d'escaramusses i enfrontaments entre milícies de la Força de Defensa del Poble (PDF), les organitzacions ètniques armades i el CAE a tot el país. Segons el GUN el setembre de 2021, més de 1.700 soldats del CAE havien mort i 630 havien resultat ferits en combats durant els tres mesos anteriors. Diversos enfrontaments importants van tenir lloc de setembre a octubre a Xin, Sagaing, la Magwe, Kayah i Shan. A l'octubre almenys 406 informants de la junta havien mort i 285 ferits des de l'1 de febrer en atacs dirigits de les forces de resistència.

### Extensió de la resistència

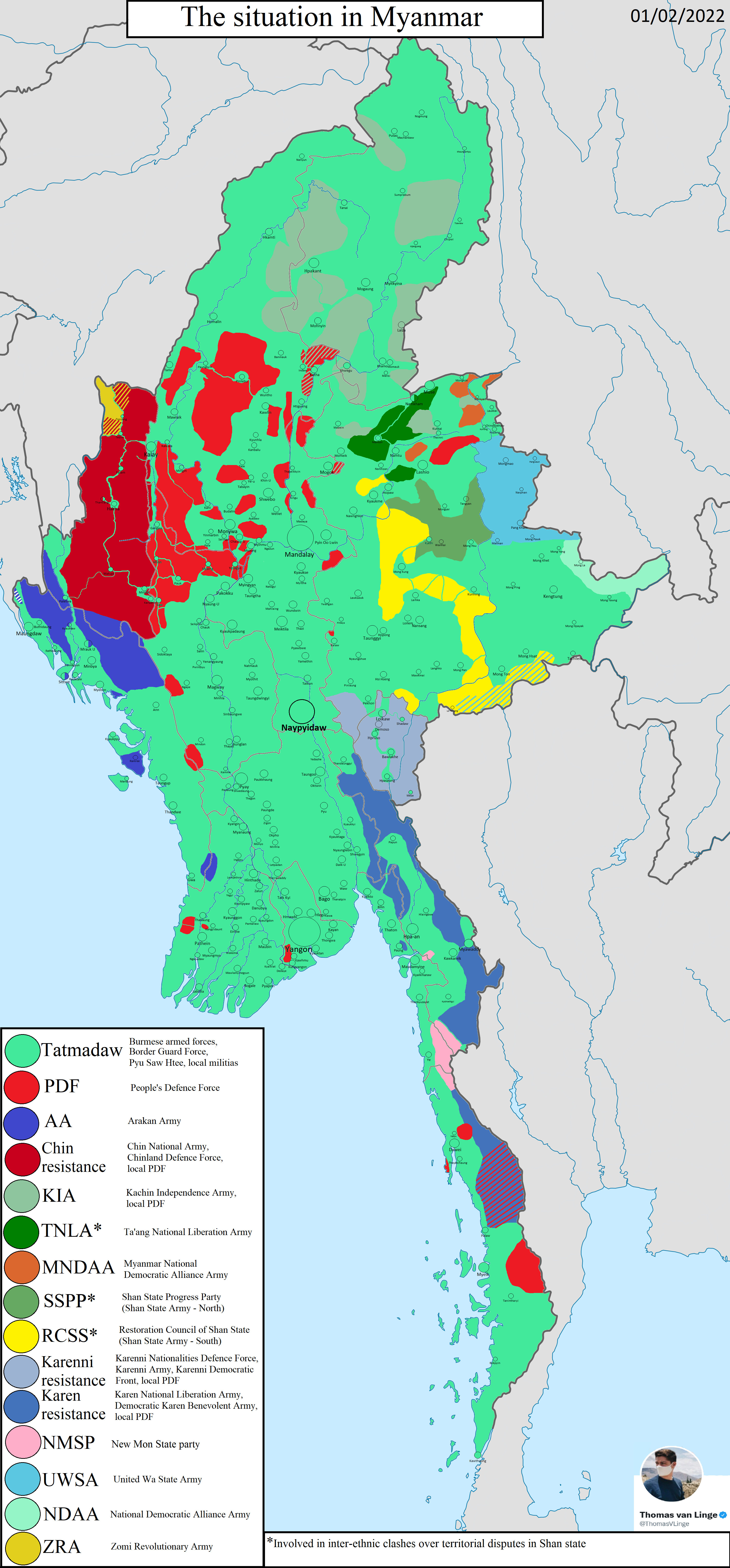
Situació militar en febrer de 2022

A finals del 2021, els enfrontaments armats directes van donar pas a bombardeigs, artefactes explosius i mines terrestres. La Força de Defensa del Poble (PDF) amb suport de les comunitats locals va atacar objectius governamentals com comissaries de policia, llocs avançats i empreses militars, organitzant-se millor a mesura que s'apoderava d'armes, rebien entrenament i comunicacions amb l'ajuda del Govern d'Unitat Nacional (GUN) i les organitzacions ètniques armades aliats. La guerra civil va superar el llindar crític al final de l'estació seca del 2022 quan el sentiment revolucionari s'havia convertit en una àmplia resistència social i armada més que el Consell Administratiu de l'Estat (CAE) ja no podia reprimir. Segons la Unió Nacional Karen, uns 2.200 soldats i milicians del CAE van morir durant la primera meitat de 2022.
La intensitat dels combats va disminuir durant la temporada dels monsons. Les forces de resistència es van veure avantatges per la pluja, ja que el CAE no va poder dur a terme atacs aeris tan fàcilment. Al juny de 2022, els grups de resistència tenien el control del 40-50% del país. l'Exèrcit Arakan (AA) afirmava administrar la major part de l'estat d'Arakan amb un govern independent. El Front Nacional Xin (CNF) i la Força de Defensa de Xinland (CDF) van fer plans per establir un nou govern. L'Exèrcit de la Independència Katxin (KIA) i l'estat de Wa, una regió neutral de facto independent de Myanmar, van ampliar i consolidar els territoris controlats. No obstant això, l'exèrcit de Myanmar va mantenir un estricte control de gairebé totes les ciutats de Myanmar i la majoria dels recursos naturals del país, incloses les importants mines de jade. Durant aquest temps, el PDF tampoc van poder anar més enllà de les tàctiques de guerrilla rural.

### Escalat del conflicte
A mitjans d'octubre de 2022, després que el Consell Administratiu de l'Estat (CAE) va incendiar almenys 20 pobles a les regions de Sagaing i Magwe com a part d'una estratègia d'atacar civils per afeblir els moviments antirègim, que no aconseguien capturar poblacions petites, el Govern d'Unitat Nacional (GUN) va emetre una declaració demanant la victòria de la Revolució de Primavera a finals de 2023. La crida a l'acció va ser seguida d'un augment dels combats de les forces de resistència a les zones urbanes i al sud-est de Myanmar, on la Força de Defensa de les Nacionalitats Karenni (KNDF) va atacar Kawkareik però les forces rebels es haver de retirar cap a l'est pels atacs aeris i de llança-coet del CAE, com ja havia passat a la batalla de Loikaw del juliol de 2022, impedint que forces ben armades la de resistència prenguessin zones urbanes. La ofensiva fou provocada per les eleccions planificades pel CAE per a l'agost amb les què el règim pretenia la seva legitimació internacional. Els elements de base del PDF es van organitzar millor el 2022 amb el comandament del GUN i de la cooperació amb diverses organitzacions ètniques armades, especialment l'Exèrcit de la Independència Katxin (KIA).

### Terra cremada
En novembre de 2022, la disminució de la capacitat del Consell Administratiu de l'Estat (CAE) per lluitar sobre el terreny i l'esdeveniment de l'estació seca va permetre un major ús de la Força Aèria de Myanmar per debilitar la capacitat de les forces de resistència per mantenir posicions estratègiques i llocs avançats. Els bombardejos aeris, les incursions d'helicòpters i els atacs d'artilleria es van dur a terme quan les forces terrestres del CAE patien pèrdues substancials i s'havien de retirar, i al nord de Myanmar posteriorment s'aplicava la tàctica de terra cremada.

### Estancament
Després de mesos de renovades hostilitats a l'estat d'Arakan, el 26 de novembre de 2022, l'Exèrcit Arakan (AA) i el Consell Administratiu de l'Estat (CAE) van acordar un alto el foc temporal per raons humanitàries, en contraposició a la pressió internacional, que entrà en vigor el 27 de novembre, negociat per Yōhei Sasakawa de la Fundació Nippon. Portaveus del CAE van dir que aquest era el primer pas cap a un alto el foc permanent amb l'EA.
El 30 de novembre, l'exèrcit va llançar un gran assalt amb 500 soldats i armes pesades contra una base de l'Exèrcit de l'Aliança Nacional Democràtica de Myanmar prop de Chinshwehaw a la frontera xinesa, fins al 2 de desembre que l'exèrcit es va haver de retirar.
La Força de Defensa de les Nacionalitats Karenni (KNDF) va afirmar el gener de 2023 que 1.692 soldats del règim i 211 combatents de la resistència havien mort des del cop d'estat del 2021, 293 civils havien estat assassinats pel règim i 126 civils desplaçats van morir mentre fugien de les seves cases a Kayah i Shan el 2022.
En febrer de 2023, el CAE va admetre que no controlava almenys 132 dels 330 municipis de Myanmar, i va establir la llei marcial en almenys 44 municipis. Segons l'ONU, en març de 2023 al nord-oest i sud-est de Myanmar es combatia en 14 fronts diferents, i uns 3.000 civils havien mort des del cop d'estat, un 30% d'ells va morir sota custòdia de les forces de seguretat. El 23 de febrer, 14 dels 50 municipis sotmesos a la llei marcial per activitat guerrillera estaven situats a la regió de Sagaing.
L'exèrcit va continuar la seva campanya al nord de l'estat de Shan contra l'Exèrcit d'Alliberament Nacional de Ta'ang (TNLA) i el 7 de desembre de 2022 va llançar una ofensiva terrestre sobre el TNLA a la batalla de Namhsan utilitzant bombes aèries, i després de sis dies de combat, el TNLA va capturar quatre pobles controlats pel CAE, que es va retirar el 17 de desembre.
A finals de febrer de 2023, les tropes de l'exèrcit de Myanmar van llançar una ofensiva militar a la regió de Sagaing, on es troba Tadaing, per intimidar i reprimir la resistència local, cremant i assaltant pobles, executant vilatans i expulsant milers de persones de les seves cases.

### Combats durant el monsó de 2023
A finals de juny de 2023, una força combinada de la Força de Defensa del Poble (PDF) i L'Exèrcit Karenni d'Alliberament Nacional (KNLA) va prendre el control de l'autopista 8 a l'estat de Mon, instal·lant punts de control i arrestant el personal del CAE. També al juny, el grup de resistència Ye Belu, amb seu a Ye Township, va llançar successius atacs de guerrilla contra el CAE, provocant el trencament de l'administració al municipi de Ye, que va tancar les oficines d'administració de Lamaing, Khawzar i Ye.

Operació 1027 entre novembre de 2023 i maig de 2024

Operació 1027 entre maig i setembre de 2024

El 13 de juny de 2023, el Front Nacional d'Alliberament del Poble Karenni (KNPLF), una escissió de l'Exèrcit Karenni (KA) de 1978 i que havia acordar un alto el foc amb el govern en 1989 a l'estat de Kayah i s'havia convertit en una força de la Guàrdia Fronterera el 2009 i , va desertar obertament, unint-se a la revolta i va començar a atacar posicions militars birmanes, unint forces amb KA, KNDF, KNLA i PDF, i apoderant-se dels llocs avançats de la junta a la batalla de Mese en la que les forces combinades van prendre el control del municipi de Mese a l'estat de Kayah oriental. Més tard al juliol, les forces i els aliats de la KNLA van capturar la base de la junta al turó Lat Khat Taung prenent gran quantitat d'armes, municions i aparells de comunicació.
A principis de juliol de 2023, el CAE va llançar una ofensiva amb 1.500 soldats contra la seu del Exèrcit de la Independència Katxin (KIA) a Laiza que va ser repel·lida pel KIA amb l'ajuda de l'AA i altres aliats,
El 10 d'agost de 2023, les forces del CAE es van enfrontar amb una coalició de diversos grups rebels a Thandaung, prop de Naypyidaw, que volien capturar el quarter general de la 606a Divisió d'Infanteria Lleugera. El 15 de setembre de 2023, membres de la Força de Defensa de del Thandaung Nord (NTDF), juntament amb la unitat de drons Lethal Prop, van atacar la base militar d'Aye Lar prop de l'aeroport internacional de Naypyidaw amb 2 bombes improvisades, el primer atac de dron documentat per part de forces de resistència contra una base aèria.
El setembre de 2023, Duwa Lashi La, un dels líders de l'oposició, va afirmar que després de milers d'enfrontaments les forces de resistència havien pres el control efectiu del 60% de Myanmar, més de 100 llocs avançats i unes 14.000 desercions militars.

### Operació 1027 i concurrents

batalla de Laukkai (novembre de 2023 a gener de 2024)

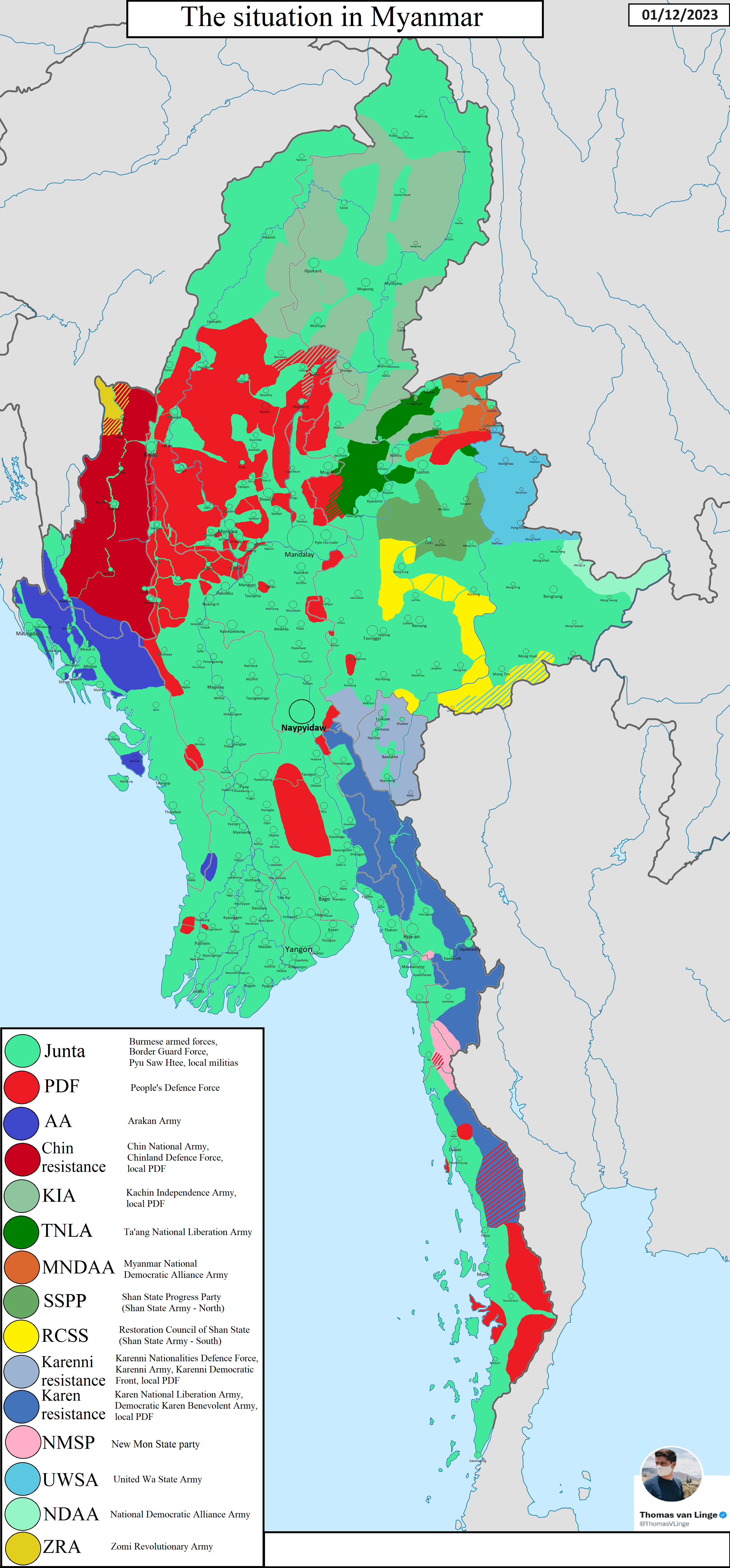
Situació militar en desembre de 2023

En juny de 2023 es va formar l'Aliança de les Tres Germandats formada per l'Exèrcit Arakan (AA), l'Exèrcit de l'Aliança Democràtica Nacional de Myanmar (MNDAA), l'Exèrcit d'Alliberament Nacional de Ta'ang (TNLA) i van llançar en octubre l'Operació 1027, una sèrie d'atacs simultanis contra diversos objectius al nord de l'estat Shan contra les forces governamentals al llarg de la frontera amb la Xina. L'Aliança de les Tres Germandats, després de la seva decisiva victòria a la batalla de Laukkai va prendre amb èxit el control de l'estratègicament important Zona Autoadministrada de Kokang, i provocant ofensives rebels fora de l'estat Shan i arreu del país, com l'ofensiva de Arakan a l'estat d'Arakan, l'Operació 1107, en la que els rebels van augmentar el control de Kayah fins al 80%, i l'Operació 1111 a l'estat de Kayah i altres ofensives a la regió de Sagaing i l'estat de Xin. Les forces de resistència de tot el país van capturar desenes de ciutats, i l'Aliança de les Tres Germandats va afirmar el 28 de novembre de 2023 haver capturat més de 220 posicions de la junta. El govern civil exiliat de Myanmar, el Govern d'Unitat Nacional, va declarar el seu suport a l'ofensiva militar, i el seu braç armat el PDF, va participar en operacions militars contra les forces del règim.
Després de la caiguda de Laukkai la junta es va enfrontar a greus amenaces per part de l'Aliança de les Tres Germandats, la guerra s'ha convertit en un paisatge més multipolar amb les zones frontereres ocupades per poderosos grups anti-junta amb implicacions importants per a les relacions exteriors de Myanmar. Els grups que no formaven part de l'aliança es van aprofitar de la situació, però es van mantenir restringits tant per les relacions tenses com per la limitada coordinació.
A principis de març, l'Exèrcit de la Independència Katxin (KIA) va llençar una ofensiva a l'estat de Kachin, coneguda extraoficialment com a Operació 0307 per capturar bases de la junta que poguessin amenaçar Laiza, la seu de la KIA, capturant Sadung i més de 90 posicions SAC al llarg de la carretera Myitkyina-Bhamo.
A finals de març de 2024, les forces rebels al sud-est de Myanmar van capturar Demoso i Papun, augmentant fins a vuit el nombre de ciutats capturades per les forces anti-junta, i una novena ciutat, Matupi, va ser capturada per la resistència de Xin a mitjans de juny de 2024.

batalla de Lashio (juliol i agost de 2024)

Durant la primera fase de l'Operació 1027, les forces de resistència es van apoderar de diverses ciutats al voltant de Lashio, com Hsenwi, Namtu i Kutkai i van prendre el control de la carretera entre Laisho i Mandalay, encerclant Laisho, que va quedar aïllada excepte per via aèria, i les forces de la junta van destruir diversos ponts que conduïen a la ciutat per intentar evitar que les forces rebels avancessin més. Tot i que la ciutat semblava ser un objectiu clau per a la resistència després de la caiguda de Laukkai, el conflicte al nord de Shan es va aturar per un alto el foc mediat per la Xina, que es va trencar a finals de juny de 2024, després que el TNLA llancés atacs en resposta a les suposades violacions de l'alto el foc de la junta. Les forces rebels van prendre el control de les ciutats de Kyaukme i Nawnghkio a la carretera de Lashio a Mandalay, consolidant encara més l'encerclament dels rebels. El 2 de juliol el MNDAA es va unir a l'ofensiva, atacant les posicions de la junta al voltant de Lashio amb el TNLA i els militars van respondre als atacs amb atacs aeris i bombardejos indiscriminats. A mesura que els combats es van apropar a la ciutat pròpiament dita, les famílies de soldats van ser evacuades i milers de civils van fugir de la zona de conflicte.
El 17 de juliol, dues ciutats més van ser capturades per l'Aliança de la Germandat, Thandwe i Mongmit, augmentant el nombre a dotze. El 3 d'agost, el MNDAA com a part d'un esforç més ampli de l'Aliança de les Tres Germandats i altres grups de resistència va capturar Lashio, la ciutat més gran del nord de l'estat Shan, així com la seu del Comandament del Nord-est del SAC.

### Estancament
Després de la caiguda de Lashio, el Consell Administratiu de l'Estat (CAE) va llançar contraofensives però davant la impossibilitat de progressar va canviar la tàctica, utilitzant bombardeig aeri per destruir ciutats que no poden prendre com Lashio mentre els rebels tampoc avançaven per les pressions diplomàtiques i problemes de subministrament. La visita del ministre d'Afers Exteriors xinès, Wang Yi a mitjans d'agost de 2023 va significar un canvi en la postura de la Xina, que de donar llum verda a l'Operació 1027 el novembre de 2023 va passar a recolzar el CAE i criticar l'Aliança del Nord (Exèrcit Arakan (AA), Exèrcit de l'Aliança Democràtica Nacional de Myanmar (MNDAA), Exèrcit d'Alliberament Nacional de Ta'ang (TNLA) i Exèrcit de la Independència Katxin (KIA)) i a l'United Wa State Army (UWSA) per no desistir. Xina va accelerar els enviaments d'armes a la junta restringint els subministraments al TNLA, afectant les perspectives realistes de la resistència de prendre Mandalay malgrat que la junta es troba en la seva posició més feble des del 2021. El suport de la Xina va frenar temporalment l'impuls dels rebels, però no va aconseguir revertir la tendència de pèrdues territorials.
El Front Nacional d'Alliberament del Poble Karenni (KNPLF), l'Exèrcit Karenni (KA) i la Força de Defensa de les Nacionalitats Karenni (KNDF) van llençar l'operació 1107 en suport a l'Operació 1027 i l'Operació 1111 amb l'objectiu de capturar Loikaw, la capital de l'estat de Kayah, i inicialment més de la meitat de Loikaw va ser capturat per les forces anti-junta però en octubre de 2024 el tatmadaw havia recuperar Loikaw i va poder aguantar a Bawlakhe mentre la resistència Karenni prenia Demoso, Mobye i altres assentaments fora de Loikaw. A principis de 2025 la resistència Karenni controlava un 80% de l'estat.

### Terratrèmol de Myanmar de 2025
El 25 de març de 2025 va tenir lloc un terratrèmol  de Mw 7,7 que va impactar la divisió de Sagaing de Myanmar, amb epicentre prop de Mandalay, la segona ciutat més gran del país. La guerra va agreujar la dificultat de l'ajuda en cas de desastre i l'exposició de la informació. Després del terratrèmol, el Govern d'Unitat Nacional va anunciar una pausa unilateral de dues setmanes en les accions ofensives per coordinar els esforços humanitaris amb l'ONU i grups no governamentals i proporcionar accés a les zones ocupades per la resistència, i el líder de la junta, Min Aung Hlaing, va anunciar que faria el propi fins al 22 d'abril.

### Represa de Lashio
Després d'entrar des de Mongyai el 22 d'abril, el 28 d'abril de 2025, el Consell Administratiu de l'Estat (CAE) va recuperar el control de Lashio, una ciutat anteriorment en mans de l'Exèrcit de l'Aliança Democràtica Nacional de Myanmar (MNDAA).

### Final de l'estat d'emergència
La junta militar de Myanmar va dissoldre el Consell Administratiu de l'Estat (CAE) el 31 de juliol de 2025 creant la Comissió Nacional de Seguretat i Pau (CNSP), també dirigida per Min Aung Hlaing, i l'1 d'agost va anunciar l'aixecament de l'estat d'emergència imposat després del cop d'Estat del 2021 i unes eleccions previstes per al desembre..